# 阿里斯普 (愛荷華州)
阿里斯普（英語：Arispe）是美国艾奥瓦州尤寧縣下轄的一个城市。2010年人口统计为100人。